# Bò Nelore

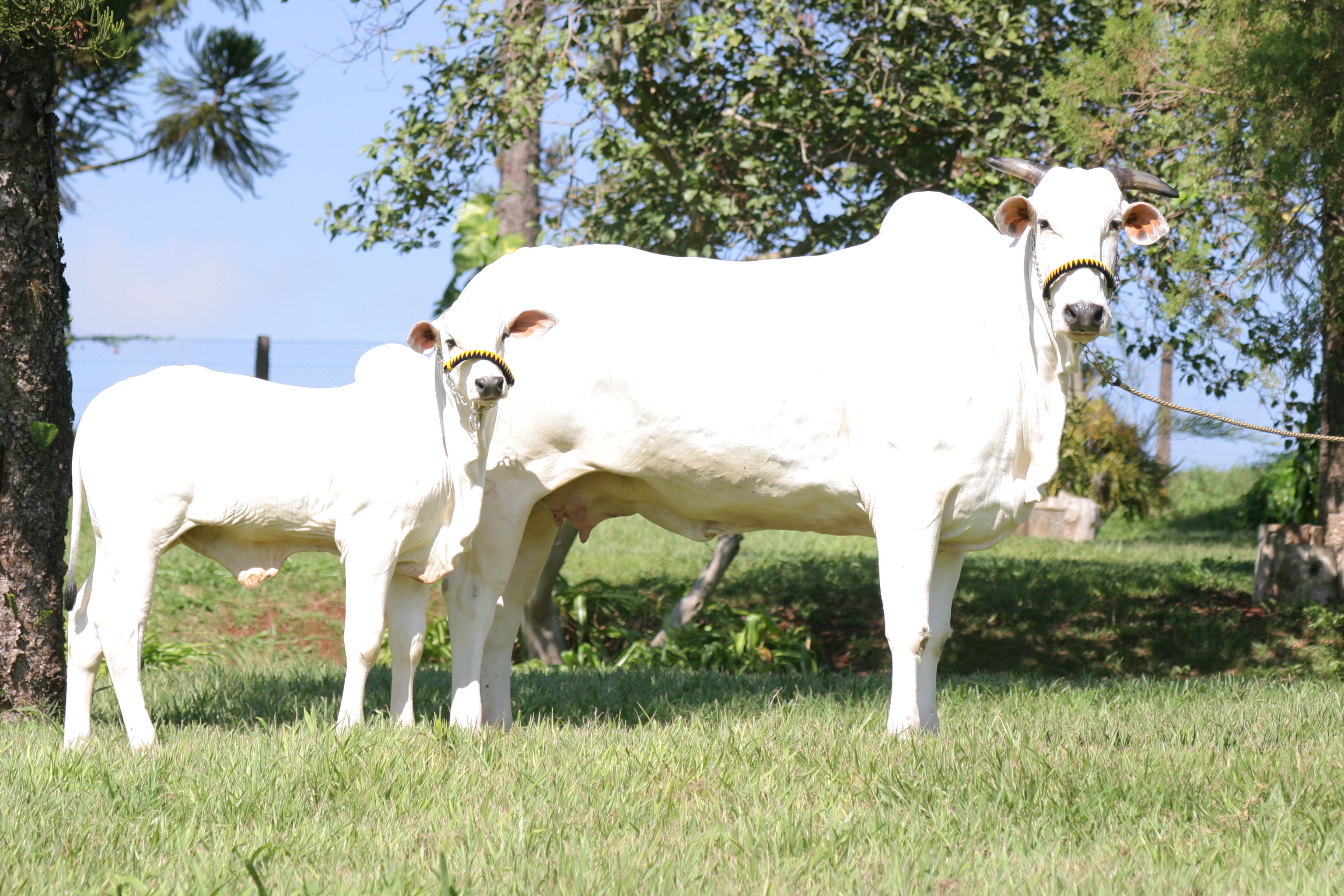
Một ví dụ về một con bò cái Nelore Brazil với con bê đực non của nó.

Bò Nelore, còn được gọi với cái tên khác là Bò Nellore là một giống bò có nguồn gốc từ bò Ongole (Bos indicus) ban đầu được mang đến Brazil từ Ấn Độ. Chúng được đặt theo tên quận Nellore ở bang Andhra Pradesh, Ấn Độ. Bò Nelore có một bướu lớn riêng biệt trên đỉnh của vai và cổ. Giống bò này có đôi chân dài giúp họ đi bộ trong nước và khi chăn thả. Nelore có thể thích nghi với tất cả ngoại trừ khí hậu rất lạnh. Chúng tỏ ra chống chịu rất tốt với nhiệt độ cao và có tính kháng tự nhiên đối với nhiều loại ký sinh trùng và bệnh khác nhau. Brazil là quốc gia lai tạo lớn nhất của giống bò Nelore. Nelore có đôi tai ngắn nhất của hầu hết các loại Bos indicus. Có một chủng tự nhiên của giống bò này.
Trong những thập kỷ đầu của thế kỷ XX, giống bò zebu ưa thích ở Brazil là Bò Indubrasil hoặc Bò Indo-Brazilian, nhưng từ những năm 1960 trở đi, Nelore trở thành giống bò chính ở Brazil vì tính cứng rắn, chịu nhiệt và bởi vì nó phát triển mạnh trong khi được cho ăn thức ăn và giống chất lượng kém, và bê ít khi yêu cầu can thiệp của con người để sống sót. Hiện nay hơn 80% bò thịt ở Brazil (khoảng 167.000.000 cá thể) là bò thuần chủng hoặc lai Nelore, khiến chúng trở thành giống chủ yếu ở Brazil. Bò đực giống này đã được xuất khẩu sang nhiều nước khác ở Tây bán cầu, chẳng hạn như Hoa Kỳ và Venezuela trong những thập kỷ qua.